# Exorista xanthaspis
Exorista xanthaspis är en tvåvingeart som först beskrevs av Christian Rudolph Wilhelm Wiedemann 1830.  Exorista xanthaspis ingår i släktet Exorista och familjen parasitflugor. Inga underarter finns listade i Catalogue of Life.